# Braníškov
Braníškov (en allemand : Branschkow) est une commune du district de Brno-Campagne, dans la région de Moravie-du-Sud, en République tchèque. Sa population s'élevait à 198 habitants en 2020.

## Géographie
Braníškov se trouve à 9 km au sud-ouest de Tišnov, à 22 km à l'ouest-nord-ouest de Brno et à 163 km au sud-est de Prague.
La commune est limitée par Deblín au nord, par Lažánky à l'est, par Maršov au sud, et par Svatoslav à l'ouest.

## Histoire
La première mention écrite de la localité date de 1360.